# Banco de Maracaibo
El Banco de Maracaibo fue la primera entidad bancaria de Venezuela, fundada en la ciudad de Maracaibo, Estado Zulia, el 11 de mayo de 1882.  

## Historia
Realizó su primera asamblea general de accionistas el 20 de julio del mismo año y abrió sus puertas al público durante el mes de enero del año 1883. Su Junta directiva se encontraba formada por los señores Ramón March, Ángel Urdaneta y A.F. Vargas. Con un capital de Bs. 160.000 sentó las bases para ser un banco centenario. Gozó de una gran reputación dentro y fuera de Venezuela y era emisor de billetes en denominaciones de 20, 40, 50, 100, 200, 400 y 500.
En 1992 adopta el nombre Banco Maracaibo y el eslogan Un gran banco nacional. Fue uno de los patrocinantes del extinto equipo de béisbol Petroleros de Cabimas. El banco fue intervenido en enero de 1994 por el gobierno nacional, durante la crisis bancaria venezolana de 1994, dando como resultado la confiscación y el cierre de sus instalaciones.

## En la actualidad
Algunas de sus instalaciones siguen funcionando, el edificio del Banco Mara, (El cual recibió el Premio Nacional de Arquitectura) en el cual se establecieron oficinas del TSJ ubicado frente al nuevo edificio de la Guardia Nacional Bolivariana, en la avenida El Milagro, el Auto-Cajero automático y auto banco de la avenida 72, Actualmente pertenecientes al Banco Nacional de Crédito.